# Хабиров, Радий Фаритович
Ра́дий Фари́тович Хаби́ров (баш. Радий Фәрит улы Хәбиров; род. 20 марта 1964, Сайраново, Ишимбайский район, Башкирская АССР, РСФСР, СССР) — российский государственный и политический деятель, юрист. Действующий глава Республики Башкортостан с 19 сентября 2019 года, секретарь Башкортостанского регионального отделения партии «Единая Россия» с 25 октября 2019 года.
За поддержку российского вторжения на Украину находится под санкциями ряда государств мира и уголовным преследованием на Украине .

## Биография
Родился 20 марта 1964 года деревне Сайраново Ишимбайского района Башкирской АССР РСФСР. Родители педагоги, Радий младший из троих сыновей. По национальности — башкир. По вероисповеданию — мусульманин-суннит распространённого в Башкортостане ханафитского мазхаба.
В 1981—1982 годах — ученик фрезеровщика Ишимбайского завода транспортного машиностроения.
В 1982—1984 годах — военнослужащий срочной службы Вооружённых сил СССР.

## Юридическая деятельность
В 1984—1989 годах — студент юридического факультета Башкирского государственного университета (ныне Уфимский университет науки и технологий). Был командиром интернационального студенческого отряда БГУ «Дружба» в 1986 году.
В 1989—1992 годах — ассистент кафедры государственного права и советского строительства юридического факультета БашГУ (ныне Уфимский университет науки и технологий), председатель профкома студентов БашГУ (ныне Уфимский университет науки и технологий) на освобождённой основе.
В 1992—1994 годах — магистрант турецкого Университета Билькент в Анкаре.
В 1994—1998 годах — старший преподаватель юридического факультета БГУ (ныне Уфимский университет науки и технологий). В 1998 году защитил диссертацию «Становление и развитие права на благоприятную окружающую среду в Российской Федерации» и стал кандидатом юридических наук.
В 1998—2002 годах — заместитель декана юридического факультета БГУ (ныне Уфимский университет науки и технологий), доцент.
В 2002—2003 годах — исполняющий обязанности директора, директор Института права Башкирского государственного университета (ныне Уфимский университет науки и технологий)
Помимо русского и башкирского, свободно владеет английским и турецким языками.

## Политическая деятельность
В августе 2008 года в отношении Хабирова возбуждалось уголовное дело за сокрытие доходов, которое вскоре закрыли «за отсутствием события преступления».
27 августа 2008 — декабрь 2008 года — директор Департамента по взаимодействию с Федеральным Собранием Российской Федерации и политическими партиями Управления администрации Президента Российской Федерации по внутренней политике.
С 2009 по сентябрь 2016 года — заместитель начальника Управления Президента РФ по внутренней политике. Работал под руководством нескольких глав управления (Олега Говоруна, Константина Костина, Олега Морозова, Татьяны Вороновой). Курировал вопросы взаимодействия администрации Президента с парламентом. Ушёл после парламентских выборов 2016 года.
С 25 января по 28 марта 2017 года — временно исполняющий полномочия главы городского округа Красногорск Московской области, а с 28 марта 2017 года по 11 октября 2018 года — глава городского округа Красногорск Московской области.

## Глава Башкортостана

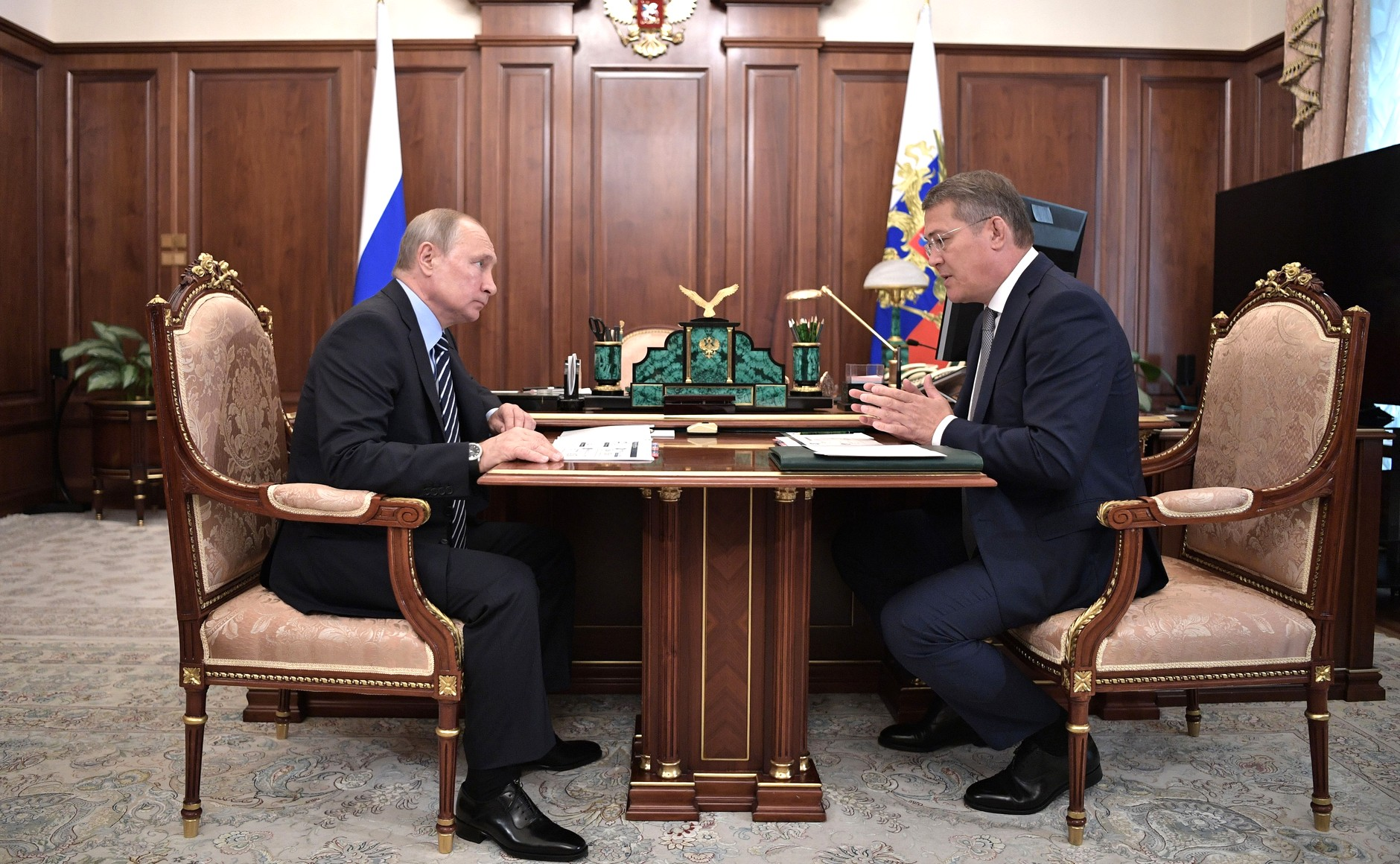
Радий Хабиров с президентом России Владимиром Путиным, 2019 год

С 11 октября 2018 года — временно исполняющий обязанности главы Башкортостана.
В Единый День голосования, 8 сентября 2019 года, с результатом 82,02 % в первом туре выборов главы Республики Башкортостан Хабиров одержал победу. Срок его полномочий завершится в 2024 году.
С 27 января по 21 декабря 2020 — член президиума Государственного Совета Российской Федерации.
В апреле 2024 провёл встречу с Путиным, где последний оказал ему поддержку в выдвижении на второй срок на выборах главы Башкортостана в 2024 году.
В период срока его полномочий в качестве главы в Башкортостане состоялись ряд политических протестов, в частности:
- в августе 2020 года вокруг разработки Башкирской содовой компании месторождения на шихане Куштау вспыхнули Протесты на Куштау[16];
- в течение 2023 года происходило противостояние вокруг городища Уфа-II из-за начала строительство православного храма[17];
- в январе 2024 года из-за приговора Фаилю Алсынову критиковавшего Радия Хабирова[18], поводом для разбирательства стала личная жалоба в прокуратуру Хабирова[19][20][21][22].

## Критика

### Фальсификация выборов в 2003 году
В преддверии выборов президента Республики Башкортостан в 2003 году кандидатами от оппозиции были обнаружены некоторые типографии, где изготавливались фальшивые избирательные бюллетени, заказчиком которых назывался Радий Хабиров. Заявление о причастности Хабирова к печати фальшивых бюллетеней сделал заместитель прокурора Башкортостана Владимир Коростылёв, но в последствии прокурор Башкортостана Флорид Байков дезавуировал заявление своего заместителя, а сама прокуратура Республики Башкортостан определила печать фальшивых бюллетеней как грубую провокацию против Муртазы Рахимова, президента Башкортостана. Дело не получило развития, но некоторые СМИ упоминали Радия Хабирова в возможной связи в деле о фальшивых бюллетенях.
В ходе массовых протестов против президента Башкортостана Муртазы Рахимова в 2005 году активно поддерживал последнего, называя протесты «танцами бабуинов» и обвиняя в финансировании сына президента Урала Рахимова.

### Коррупционный скандал в 2006 году
Будучи руководителем администрации президента Республики Башкортостан, Радий Хабиров был замешан в ряде коррупционных скандалов. Был заподозрен в помощи получению депутатских кресел за взятки, в различных махинациях с недвижимостью и недекларировании большого количества имущества. В частности, занимая высокую должность, Хабиров сам устанавливал цену на недвижимость и продавал её «адресно» по своему распоряжению. Также выяснилось, что он неоднократно оказывал давление, угрожая уголовным делом, на главу республиканского отдела Росреестра с целью поскорее обанкротить предприятия и перевести активы на СРО “Евросиб”, которое возглавлял его родственник — Шуваров, в число этих активов попало некогда процветающее предприятие — «Башмедстекло», которое впоследствии обанкротилось. После всех этих фактов республиканское подразделение «Единой России» исключило Хабирова из партии, однако головной офис в Москве восстановил ему партийный билет.

### Поддержка разработки Куштау
После назначения Хабирова главой региона республика передала шихан Куштау под разработку Башкирской содовой компании. 3 августа 2020 года началась вырубка леса на шихане. В результате там собрались защитники шихана, недовольные вырубкой и разрушением национального наследия. Член Совета по правам человека при главе Башкортостана Эльза Маулимшина 6 августа рассказала, что полицейские задержали нескольких активистов. 15 августа к шихану пришли примерно 200 сотрудников частного охранного предприятия, между ними и экологическими активистами произошла стычка. Активисты утверждают, что сотрудники ЧОП применили против собравшихся газ из баллончиков. Были задержаны более 20 активистов. 16 августа 2020 года Радий Хабиров дал обещание не разрабатывать Куштау, пока не будет найдено компромиссное решение.
В июле 2021 года Радий Хабиров подписал указ о создании зон памятников природы республиканского значения, в перечень которых вошёл шихан Куштау. В 2022 году шихан Куштау вошёл в предварительный перечень Всемирного наследия ЮНЕСКО.

### Строительство православного храма на месте городища Уфа II
В марте 2023 года на месте археологических раскопок городища Уфа II было начато строительство православного храма. Этот процесс вызывал возмущение у многих активистов в Республике Башкортостан и башкирской оппозиции за рубежом. Возмущение вызывал и тот факт, что строительство мечети Ар-Рахим продолжается с 2007 года и до сих пор не закончено. В 2015 году на этом месте было запланировано строительство музея археологии имени Нияза Мажитова, который в том числе занимался и раскопками этого городища. Однако строительство не состоялось.

## Семья
Отец — Хабиров, Фарит Барыевич (1930—2003), педагог. Заслуженный учитель БАССР (1986), заслуженный учитель профессионально-технического образования РСФСР (1991), лауреат премии имени Луначарского (1991). Мать — Хабирова, Разия Исхаковна (1933—2015), педагог. Кавалер ордена «Знак Почёта», также награждена Почётной грамотой Президиума Верховного Совета Башкирской АССР (1983). Братья — Рамиль и Ришат.
- Первая жена — Лариса Лукьянова, в браке с 1987 по 2013 годы. Дочери Светлана Грандволь (Хабирова, род. 1989, вышла замуж за австрийца Флориана Градволя, проживает в Австрии[35][36]) и Рита (род. 1998, с 2015 года живёт в Великобритании, работает менеджером по маркетингу в британской компании «Skin + Me»[35][37]).
- Вторая жена — Каринэ Владимировна Хабирова (Аветисян, Бабоян)[38], врач-стоматолог. Общие сыновья Фарит (род. 2017) и Тимер (род. 2021)[39]. Её сын от первого брака Артур Аветисян также воспитывается в семье Хабирова[40][41]. Оба сына Фарит и Тимер крещённые православные по собственной инициативе Хабирова[42].

У меня супруг не скрывает, а всегда откровенно и честно говорит, что это было его решение – крестить детей. Его версия была такая, что я вот один мусульманин, а ты православная, бабушки-дедушки православные, братья, сестры. Родителей супруга уже нет в живых, поэтому он посчитал, что правильнее, если дети будут православными для того, чтобы было больше возможности. Мама приводит ведь в храм, мечеть, рассказывает вещи, связанные с религией — заявила жена Хабирова.

## Вторжение России на Украину
По оценке российских военкоров и политологов Радий Хабиров является одним из наиболее активных глав российских регионов участвующих в поддержке вторжения России на Украину . Неоднократно, лично во главе официальных делегаций Башкортостана посещал ДНР и ЛНР .

### Участие в аннексии Крыма в 2014-м году
Радий Хабиров до своего назначения на пост главы Республики Башкортостан принимал непосредственное участие в аннексии Крыма. В Кремле был составлен подробнейший план по реализации мероприятий в Крыму и Радию Хабирову отводилась одна из ролей. Хабиров отвечал за транспортировку в Крым российской символики (флагов и шарфов), установку российского флага на здании Верховного Совета Крыма и организацию «стихийного» митинга в поддержку аннексии полуострова. Также Хабиров курировал встречи представителей исламских элит России с лидерами крымских татар, обещая последним решить их земельные проблемы, если крымские татары не будут мешать в аннексии полуострова. После аннексии земельные проблемы крымских татар не были решены, а крымско-татарских активистов нейтрализовали. Сам Хабиров своё участие в аннексии комментировал так: «Для меня это большая честь, которая заложила для меня лично дружбу со многими руководителями Крыма. Я принимал участие в консультировании в принятии тех решений, которые привели к тому, что Крым стал наш»
В мае 2019 года Хабиров включён в базу данных сайта «Миротворец» из-за визитов в оккупированный Крым и самопровозглашенные сепаратистские республики Донбасса, «сотрудничество с пророссийскими террористическими организациями».

### Причастность ко вторжению России на Украину

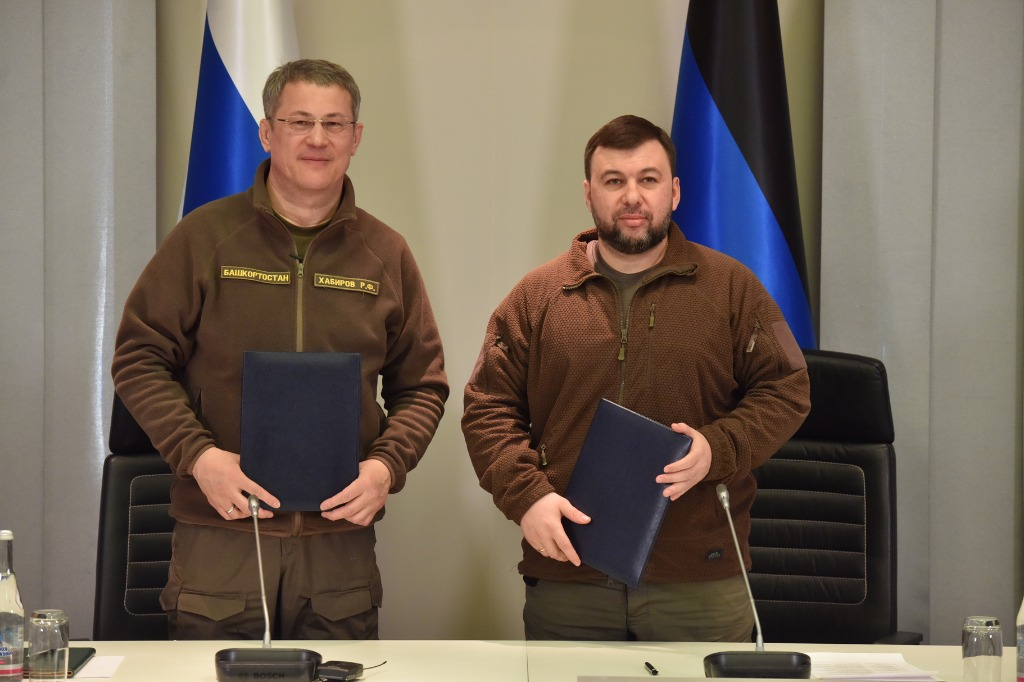
Радий Хабиров и глава ДНР Денис Пушилин. Донецк, 20 марта 2022 года

После российского нападения на Украину Хабиров объявил о поддержке решения Путина, предложил объединиться вокруг президента и «встать за него горой», также Хабиров одним из первых губернаторов посетил оккупированные территории Украины.
20 марта 2022 года Радий Хабиров, первым среди глав российских регионов , в свой день рождения приехал в ДНР, где встретился с главой подконтрольной России ДНР Денисом Пушилиным, подписал коммюнике о сотрудничестве между ДНР и Башкортостаном и сделал Уфу побратимом Донецка .
В мае 2023 года Хабиров вступил в публичную полемику с министром обороны Украины Алексеем Резниковым, ответив тому колонку с вопросом «За что воюют башкиры?» .
После начала полномасштабного вторжения России в Украину Радий Хабиров принял непосредственное активное участие в этой войне. Под его руководством были сформированы десятки различных военных подразделений с целью участия в войне. Был сформирован 31-й мотострелковый полк «Башкортостан», батальон имени Минигали Шаймуратова, и т.д. В числе многих причастных к этой войне, в отношении Радия Хабирова также были выдвинуты санкции со стороны Великобритании, Соединённых Штатов, Австралии, Новой Зеландии и Европейского Союза.
В июле 2024 года офис Генерального прокурора Украины выдвинул заочное обвинение в адрес Хабирова Радия Фаритовича в финансировании российской армии для войны в Украине, в котором инкриминировал финансирование действий, совершённых с целью изменения государственных границ Украины в нарушении порядка, установленного Конституцией Украины, по предварительному сговору группой лиц. Согласно данным следствия, он способствовал материальному и финансовому обеспечению потребностей российской армии. При использовании своего политического влияния и административных ресурсов, отдавал распоряжения для приобретения военной техники, оборудования, амуниции, средств индивидуальной защиты, и.т.д. Досудебное расследование в отношении Хабирова Радия Фаритовича осуществляет Служба безопасности Украины.

### Санкции
С июля 2022 года за поддержку российского вторжения России на Украину Хабиров находится в санкционном списке Великобритании «против российских чиновников, поддерживающих марионеточные администрации Путина на Украине».
19 августа 2022 года внесён в санкционный список Канады «соратников российского режима которые являются соучастниками агрессии российского режима против Украины».
19 октября 2022 года внесён в санкционный список Украины как «Глава Республики, осуществлявший поддержку/ поощрение / публичное одобрение политики РФ, направленной на проведение военных действий и геноцид гражданского населения в Украине, насильственное изменение, свержение конституционного строя, захват государственной власти, изменения территории или государственной границы Украины, посягательства на территориальную целостность и неприкосновенность Украины, что угрожает ее миру, стабильности, безопасности, суверенитету и независимости или принимавший участие в таких действиях».
15 декабря 2022 года включён в санкционный список США против «высокопоставленных государственных чиновников, связанных с мобилизационными усилиями».
По аналогичным основаниям находится под санкциями Австралии и Новой Зеландии. Ранее Хабиров был внесён ФБК в список коррупционеров и разжигателей войны, с предложением введения против него международных санкций.
18 декабря 2023 внесён под санкции стран Евросоюза за активную поддержку войны России против Украины:

В качестве главы республики он поддерживал и публично одобрял российскую агрессию против Украины. Он предложил сплотиться вокруг Владимира Путина и «встать на его защиту», также он стал одним из первых губернаторов, посетивших оккупированные украинские территории. Кроме того, он ставил приоритетной задачей развитие военного потенциала, поддержав большое количество оборонных предприятий и поощряя военнослужащих к участию в агрессивной войне путем формирования добровольческих батальонов. Он также отвечал за организацию логистического склада на оккупированной украинской территории и выступал против антивоенной политической оппозиции в России.— «Официальный журнал Европейского союза», Брюссель, 18 декабря 2023 года

## Классный чин
- Действительный государственный советник Российской Федерации 2 класса (7 мая 2009)[68]

## Награды
- Почётная грамота Президента Российской Федерации (11 апреля 2014 года) — за достигнутые трудовые успехи, значительный вклад в социально-экономическое развитие Российской Федерации, заслуги в гуманитарной сфере, укреплении законности и правопорядка, активную законотворческую и общественную деятельность, многолетнюю добросовестную работу[69].
- Орден Республики Крым «За верность долгу» (13 марта 2015 года) — за мужество, патриотизм, активную общественно-политическую деятельность, личный вклад в укрепление единства, развитие и процветание Республики Крым и в связи с Днём воссоединения Крыма с Россией[70].
- Орден Александра Невского (10 сентября 2021 года) — за большой вклад в социально-экономическое развитие Республики Башкортостан и многолетнюю добросовестную работу[71].
- Нагрудный знак МИД России «За вклад в международное сотрудничество» (2023 год)[72].
- Почётная грамота Совета Министров Республики Беларусь (7 февраля 2024 года) — за большой личный вклад в укрепление сотрудничества между Республикой Беларусь и Республикой Башкортостан (Российская Федерация)[73].
- Заслуженный юрист Республики Башкортостан (2008) [источник не указан 351 день]